# Katarzyna Maćkowska
Katarzyna Maćkowska (ur. 8 listopada 1979 w Częstochowie) – polski prawnik, adwokat, profesor nadzwyczajny KUL, niezależny członek Rady Nadzorczej GRUPY LOTOS S.A., specjalistka w zakresie prawa Stanów Zjednoczonych, stypendystka Fundacji Fulbright w ramach programu Scholar-in-Residence Award przyznanego przez Departament Stanu USA, wykładowca na Wydziale Prawa, Prawa Kanonicznego i Administracji Katolickiego Uniwersytetu Lubelskiego Jana Pawła II oraz Delta State University w Cleveland, Missisipi.

## Życiorys
W latach 1998–2002 odbyła studia magisterskie, a w latach 2002–2005 studia doktoranckie na WPPKiA KUL.
W 2005 na podstawie pracy doktorskiej napisanej pod kierunkiem Grzegorza Górskiego Znaczenie wczesnych konstytucji stanowych w rozwoju amerykańskich instytucji demokratycznych uzyskała stopień doktora nauk prawnych. W tym samym roku rozpoczęła pracę na stanowisku asystenta w Katedrze Historii Państwa i Prawa. W 2006 została zatrudniona na stanowisku adiunkta w Katedrze Historii Administracji KUL; objęła również funkcję kierownika kursu dokształcającego w zakresie prawa amerykańskiego. W 2013 uzyskała stopień doktora habilitowanego nauk prawnych na podstawie rozprawy Początki amerykańskiej administracji lokalnej (od założenia kolonii do 1787 roku) i została pracownikiem Katedry Nauk o Polityce w Instytucie Europeistyki, od 2016 pracuje jako profesor nadzwyczajny w Katedrze Historii Ustrojów Państwa.
Jej zainteresowania naukowe obejmują historię konstytucjonalizmu i administracji lokalnej w Stanach Zjednoczonych, a także amerykańskie prawo upadłościowe i rodzinne.